# Baseball ai Giochi della XVIII Olimpiade
Alle Giochi Olimpici di Tokyo 1964 è stata disputata una sola partita di baseball, per la quinta e ultima volta, a puro scopo dimostrativo.
Si sfidarono, davanti a circa 50.000 persone, la nazionale di baseball degli Stati Uniti d'America formata da giocatori di college allenati da Rod Dedeaux, e la nazionale di baseball del Giappone composta da dilettanti. Il risultato fu di 6-2 per i primi.
La squadra statunitense includeva futuri giocatori della Major League Baseball come i lanciatori Alan Closter, Dick Joyce e Chuck Dopson, i ricevitori Jim Hibbs e Ken Suarez, l'esterno Shaun Fitzmaurice, il prima base Mike Epstein e il seconda base Gary Sutherland.